# Meister der Oswaldlegende
Als Meister der Oswaldlegende wird ein spätgotischer Maler bezeichnet, der um 1470/1480 in der Steiermark tätig war. Der namentlich nicht bekannte Künstler erhielt seinen Notnamen nach seinen vier erhaltenen Bildern zu einem Hochaltar in St. Oswald in Eisenerz (Steiermark). Diese stellen Szenen aus der Legende des Hl. Oswald dar. Sie befinden sich heute im Belvedere in Wien. Der Stil des Meisters zeigt eine Beeinflussung durch den Meister des Wiener Schottenaltars.

## Werke (Auswahl)
- Meister der Oswaldlegende, Oswaldlegende, um 1470/1480, Österreichische Galerie Belvedere, Wien:
  - Krönung des hl. Oswald. Inv. Nr. 4852
  - Almosenspende des hl. Oswald. Inv. Nr. 4947
  - Überführung der Gebeine des hl. Oswald. Inv. Nr. 4946
  - Martyrium des hl. Oswald in der Schlacht. Inv. Nr. 4852

- Weitere dem Meister der Oswaldlegende zugeschriebenen Werke befinden sich in Brünn sowie in Privatbesitz.